# Laura James
Laura James, née le 18 novembre 1990, est une actrice et mannequin de nationalité américaine. Elle est la gagnante de la dix-neuvième saison de America's Next Top Model.

## Biographie
Laura James est la fille de l'acteur John James et de l'Australienne Denise Coward, première dauphine de Miss Monde en 1978. Sa mère est mannequin dans sa jeunesse, travaillant avec l'agence Ford Model Management.
Elle grandit à Cambridge et à New York avec son petit-frère. Elle étudie la direction du tourisme de station de vacances d'Hôtel à l'Université de Paul Smith (en). Elle est aussi un instructeur de Pilates certifié depuis 2009.
En 2012, elle participe à la dix-neuvième saison de America's Next Top Model, qui a pour thème les étudiantes. Elle gagne la compétition et remporte ainsi un contrat avec les agences de mannequins L.A. Models et New York Model Management (it), une campagne de publicité pour Nine West (en) et Smashbox Cosmetics, 100 000 dollars, et devient l'égérie du parfum Top Model. Elle continue le mannequinat après l'émission, en posant notamment pour le magazine Nylon (en) et la marque Guess.
Elle se tourne vers une carrière d'actrice à partir de 2014, faisant ses premiers pas dans la série télévisée Hello Ladies[réf. nécessaire].

## Filmographie

### Cinéma
- 2016 : Chronology de Kipp Tribble et Derik Wingo : Sophia
- 2017 : Nano de Mike Manning (en) : Piper (court-métrage)
- 2017 : Coffin 2 de Kipp Tribble : Nicole
- 2017 : Axcellerator de David Giancola (en) : Kate

### Télévision
- 2014 : Hello Ladies : Ashleigh
- 2016 : Grandfathered : figurante
- 2017 : American Woman (en) : Masha
- 2021 : S.W.A.T : Molly Hicks

### Clip vidéo
- 2015 : Split: Only U de Tiësto et The Chainsmokers